# Brucianesi
Brucianesi è una frazione del comune di Lastra a Signa in provincia di Firenze.
Si trova al km 63,5 della strada statale 67 Livornese, sulla riva sinistra dell'Arno.
Il paese comprende circa 160 famiglie ed è un antico porticciolo fluviale. Ha una superficie di 49.990 m² ed una popolazione di 288 abitanti.
Brucianesi e Poggio alla Malva si trovano sulle due sponde dell'Arno, uno sul lato di Lastra a Signa l'altro dalla parte del comune di Carmignano.
Per attraversare il fiume, fino agli anni cinquanta, si ricorreva ad una barca, legata ad un filo; mentre d'estate il fiume spesso diventava guadabile.

## Monumenti

### Nuova chiesa di Santa Maria
La chiesa della Madonna di Fatima o Nuova chiesa di Santa Maria a Brucianesi è la chiesa parrocchiale di Brucianesi, costruita nel 1954.
L'interno custodisce due tavole del 1470-90 circa, una Madonna col Bambino e angeli attribuita al Maestro di San Miniato e una Pietà con san Francesco attribuita a Bernardo di Stefano Rosselli, entrambe provenienti dalla vecchia e sconsacrata chiesa di Santa Maria a Lamole.

### Tabernacolo
Davanti alla chiesa si trova un grande tabernacolo con la Madonna col Bambino e santi, affreschi tardogotici di scuola fiorentina (1400-1450 ca.).